# Mixed Up Everything
Mixed Up Everything es una banda de rock de Melbourne, Australia. Está compuesta por cuatro hermanos: Todd, Kevin, Blake y Koby Dhima.  La banda tiene más de 100 millones de visitas en YouTube. Lanzaron su primer álbum de estudio Ex-Nihilo el 14 de diciembre de 2017. Su segundo álbum I Choose fue lanzado el 30 de julio de 2021. Su tercer álbum de estudio What's The Rush Now? fue lanzado en Mayo 2024. 

## Carrera
La banda se hizo famosa por sus vídeos en YouTube. En septiembre de 2024, la banda había acumulado más de 135.000.000 de visitas en su canal de YouTube.  Las actuaciones en YouTube han llamado la atención de importantes bandas como Scorpions, Foo Fighters, 3 Doors Down, The Offspring, entre otros. En 2017, la banda grabó su primer álbum de estudio, Ex-Nihilo .  
La banda comenzó a realizar giras por Europa en 2018.  Cerca a los 18 meses de gira, la banda quedó varada cuando empezó la pandemia de COVID-19 . Desde entonces residen en Albania.  Más tarde actuaron como acto de intervalo en el Festivali i Këngës 59 .

## Miembros
- Todd Dhima: voz principal, guitarra rítmica y principal.
- Kevin Dhima: batería.
- Blake Dhima: guitarra principal y rítmica, coros.
- Koby Dhima: bajo, coros.

## Discografía

### Álbumes de estudio
| Título               | Detalles |
| -------------------- | --- |
| Ex Nihilo            | - Fecha de lanzamiento: 14 de diciembre de 2017 - Sello: MIXEDUPEVERYTHING - Formato: CD, Descarga digital, streaming |
| I Choose             | - Fecha de lanzamiento: 30 de julio de 2021 - Sello: MIXEDUPEVERYTHING - Formato: CD, Descarga digital, streaming     |
| What's The Rush Now? | - Fecha de lanzamiento: mayo de 2024 - Sello: MIXEDUPEVERYTHING - Formato: CD, Vinilo, Descarga digital, streaming    |

### Sencillos
| Título             | Año  | Álbum                |
| ------------------ | ---- | -------------------- |
| "Tranquilliser"    | 2020 | I Choose             |
| "What If?"         | 2020 | I Choose             |
| "Knucklehead"      | 2021 | I Choose             |
| "Soak My Brain"    | 2021 | I Choose             |
| "The Bike"         | 2022 | —                    |
| "Would You Be Me?" | 2024 | What's The Rush Now? |
| "She Hates Me Not" | 2024 | What's The Rush Now? |
| "Having Fun"       | 2024 | What's The Rush Now? |
| "Normality"        | 2024 | What's The Rush Now? |

### Videos Musicales
| Año  | Título             | Álbum                |
| ---- | ------------------ | -------------------- |
| 2020 | "What If?"         | I Choose             |
| 2021 | "Knucklehead"      | I Choose             |
| 2021 | "Soak My Brain"    | I Choose             |
| 2022 | "The Bike"         | -                    |
| 2024 | "Would You Be Me?" | What's The Rush Now? |
| 2024 | "She Hates Me Not" | What's The Rush Now? |
| 2024 | "Having Fun"       | What's The Rush Now? |
| 2024 | "Normality"        | What's The Rush Now? |